# Trasplantament renal
El trasplantament renal o trasplantament de ronyó és el trasplantament d'un ronyó a un pacient amb malaltia renal en fase final (que haurien d'estar o estan en hemodiàlisi o diàlisi peritoneal).
El trasplantament de ronyó es classifica normalment com a trasplantament de donant viu o de cadàver segons la font de l'òrgan donant. Els trasplantaments de ronyó de donant viu es caracteritzen, a més, com a trasplantaments relacionats o no genèticament.